# Полянцы (субэтническая группа)
Полянцы (хорв. poljanci) — одна из групп субэтнической общности градищанских хорватов, населяющая северную часть федеральной земли Бургенланд (Градище) в Австрии, а также отчасти восточные районы Нижней Австрии и западные районы медье Дьёр-Мошон-Шопрон в Венгрии. Наряду с полянцами общность градищанцев составляют также группы влахов, долинцев, хатов, штоев и моравских хорватов. Языком устного бытового общения для полянцев являются говоры чакавского наречия.

## Область расселения
Область расселения полянцев охватывает часть северной территории австрийского Бургенланда к западу от озера Нойзидлер-Зе. Одно из сёл полянцев размещено в венгерском Дьёр-Мошон-Шопроне. К северо-западу от полянцев расположены сёла хатов, к юго-востоку — сёла так называемых венгерских кайкавцев и область расселения долинцев. В ряде сёл Нижней Австрии к западу от области расселения бургенландских полянцев до XX века также жили хорваты. В результате эмиграции и ассимиляционных процессов к настоящему времени в Нижней Австрии осталось только одно хорватское село.
К населённым пунктам полянцев в Бургенланде относят общины Хорнштайн (нем. Hornstein, хорв. Vorištan), Штайнбрунн (нем. Steinbrunn, хорв. Štikapron), Циллингталь (нем. Zillingtal, хорв. Celindof), Зиглес (нем. Sigleß, хорв. Cikleš), Ослип (нем. Oslip, хорв. Uzlop), Траусдорф-ан-дер-Вулька (нем. Trausdorf an der Wulka, хорв. Trajštof), Вулькапродерсдорф (нем. Wulkaprodersdorf, хорв. Vulkaprodrštof), Антау (нем. Antau, хорв. Otava), Зигендорф (нем. Siegendorf, хорв. Cindrof), Цагерсдорф (нем. Zagersdorf, хорв. Cogrštof), Клингенбах (нем. Klingenbach, хорв. Klimpuh), Драсбург (нем. Draßburg, хорв. Rasporak) и Баумгартен (нем. Baumgarten, хорв. Pajngrt).
Также к области расселения полянцев относят село Ау-ам-Лайтаберге (нем. Au am Leithaberge) в Нижней Австрии и Копхаза (венг. Kópháza, хорв. Koljnof) в Венгрии (яраш Шопрон медье Дьёр-Мошон-Шопрон).

## Происхождение и история
Формирование группы полянцев произошло в результате средневековых миграций хорватов, вызванных османским вторжением. Как и предки остальных групп градищанских хорватов, предки полянцев переселились в XVI веке из районов Центральной Хорватии и Северо-восточной Боснии в Западную Венгрию (в настоящее время заселённый хорватами западновенгерский регион, получивший название Бургенланд, принадлежит Австрии). Помимо турецких набегов хорватское население покидало родные земли, спасаясь от тяжёлых налогов и голода. Значительную роль в переселении хорватов сыграли крупные землевладельцы, которые перевозили на новые места своих подданных (зависимых крестьян) и приглашали переезжать «по найму» свободных крестьян. Предположительно, предки полянцев изначально жили в междуречье Уны и Савы севернее города Бихач. К востоку от предков полянцев жили предки долинцев, к северу — предки хатов, к югу — предки южных чакавцев из группы штоев.

## Язык
В быту полянцы используют говоры чакавского наречия, которые являются родными для бо́льшей части градищанских хорватов. Они распространены также среди долинцев, хатов и южных чакавцев из группы штоев. На чакавской основе базируется градищанско-хорватская литературная норма. Для большинства чакавских говоров Бургенланда характерен экавско-икавский тип произношения рефлекса праславянской гласной *ě («ять»).